# Sweat (album de Hadise)
Sweat este albumul de debut al interpretei belgiene Hadise. De pe acesta au fost extrase cinci discuri single, toate obținând clasări de top 50 în regiunea Flandra.  Cel mai mare succes al materialului îl constituie piese „Milk Chocolate Girl”, singurul single al discului ce a urcat în top 15. Sweat a ocupat locul 52 în clasamentul flamand al albumelor.

## Lista cântecelor
Ediția standard
1. „Sweat”
2. „Bad Boy”
3. „When Ya Breathing On Me”
4. „Jealous”
5. „Ain't Doing It Right”
6. „Milk Chocolate Girl”
7. „Momma's Boy”
8. „Never Trust A Man”
9. „Sister”
10. „Who Do You Believe”
11. „Stir Me Up”
12. „On The Beach”
13. „Ain't No Love Lost”
14. „Sakin Gitme”

## Clasamente
| Clasament                     | Poziția maximă | Referință |
| ----------------------------- | -------------- | --------- |
| Belgium Ultratop Albums Chart | 52             | [ 4 ]     |
| Top 20 Belgische Albums       | 17             | [ 5 ]     |